# Mauriz-Balzarek-Preis
Der Mauriz-Balzarek-Preis ist der Große Kulturpreis des Landes Oberösterreich für besondere Leistungen zur Architektur. Namensgeber des vom Land Oberösterreich verliehenen Architekturpreises ist der 1945 in Linz verstorbene Architekt Mauriz Balzarek.

## Preisträger
- 1992 Johannes Spalt
- 1998 Franz Riepl
- 2004 Friedrich Achleitner
- 2008 Roland Ertl
- 2012 Hans Puchhammer

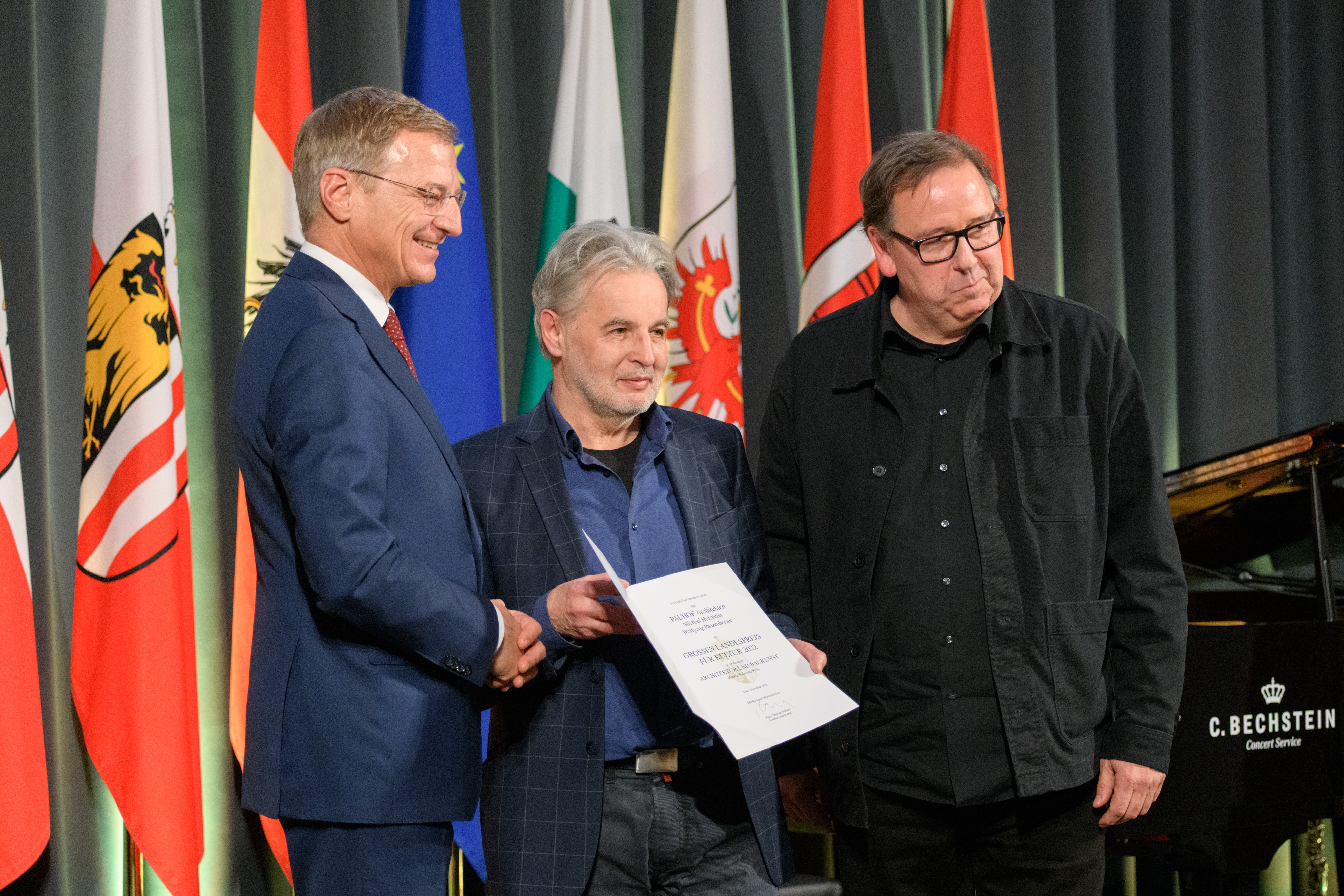
Preisträger 2022: Pauhof Architekten

- 2014 Laurids Ortner und Manfred Ortner[1]
- 2018 Maximilian Luger und Franz Maul[2]
- 2022 Pauhof Architekten Michael Hofstätter und Wolfgang Pauzenberger[3]